# Marie Smith
Marie Smith Jones (ur. 14 maja 1918 w Cordovie na Alasce, zm. 21 stycznia 2008 w Anchorage) – ostatnia osoba posługująca się językiem eyak. Przewodziła narodowości Eyak i była ostatnią osobą będącą pełnej krwi przedstawicielką tego ludu. Mieszkała w Anchorage.